# Gerdesiaweg (métro de Rotterdam)
Gerdesiaweg est une station de la section commune des lignes A, B et C du métro de Rotterdam. Elle est située sous la Gerdesiaweg dans le quartier Kralingen (nl) au sein de l'arrondissement Kralingen-Crooswijk à Rotterdam aux Pays-Bas.
Mise en service en 1982, elle est desservie par les rames des lignes A, B et C du métro.

## Situation sur le réseau

Plan du métro.

Établie en souterrain, Gerdesiaweg, est une station de passage de la section commune entre la ligne A, la ligne B et la ligne C du métro de Rotterdam. Elle est située : entre la station Voorschoterlaan, sur la section commune (A+B+C), en direction du terminus nord de la ligne A Binnenhof, ou du terminus nord de la ligne B Nesselande ou du terminus nord de la ligne C De Terp; et la station de la section commune A+B+C Oostplein, en direction : du terminus sud-ouest de la ligne A Vlaardingen-West, ou terminus sud-ouest de la ligne B Hoek van Holland-Haven, ou du terminus sud de la ligne C De Akkers,,.
Elle comporte deux voies encadrées par deux quais latéraux.

## Histoire
La station Gerdesiaweg est mise en service le 10 mai 1982, lors de l'ouverture à l'exploitation de la section de Coolhaven à Capelsebrug, d'une ligne que l'on dénomme alors la ligne Est-Ouest (nl).
Les lignes du métro sont renommées, en décembre 2009, selon la dénomination toujours en vigueur : A, B et C.

## Services aux voyageurs

### Accès et accueil
Elle est équipée d'automates pour l'achat ou la recharge de titres de transports et elle dispose d'un ascenseur pour l'accessibilité des personnes à la mobilité réduite.

### Desserte

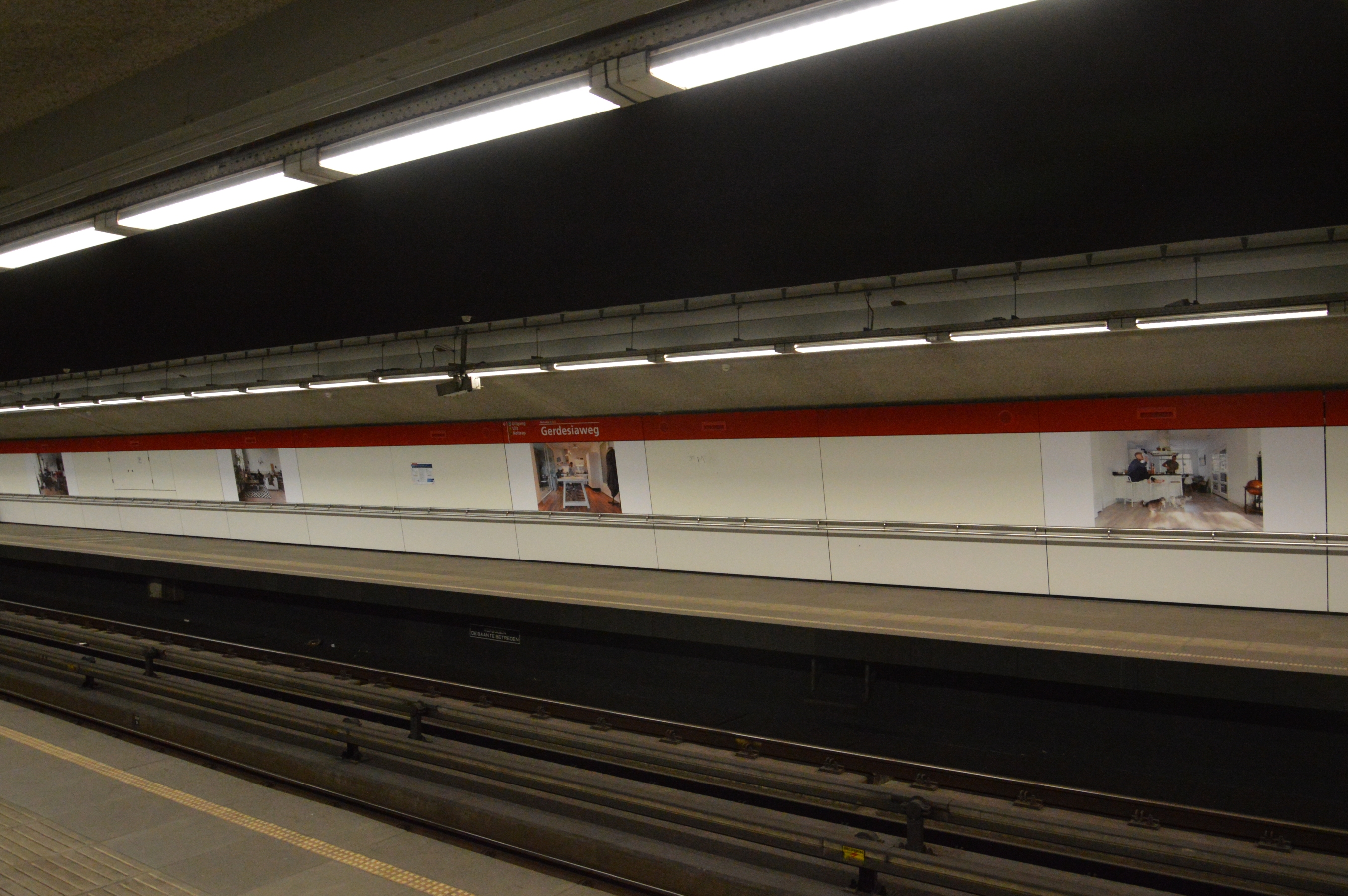
Voies et quais de la station

Gerdesiaweg est desservie par les rames des lignes A, B et C du métro.

### Intermodalité
Quelques accroches vélos sont situés à proximité.

## Art dans la station

Œuvres
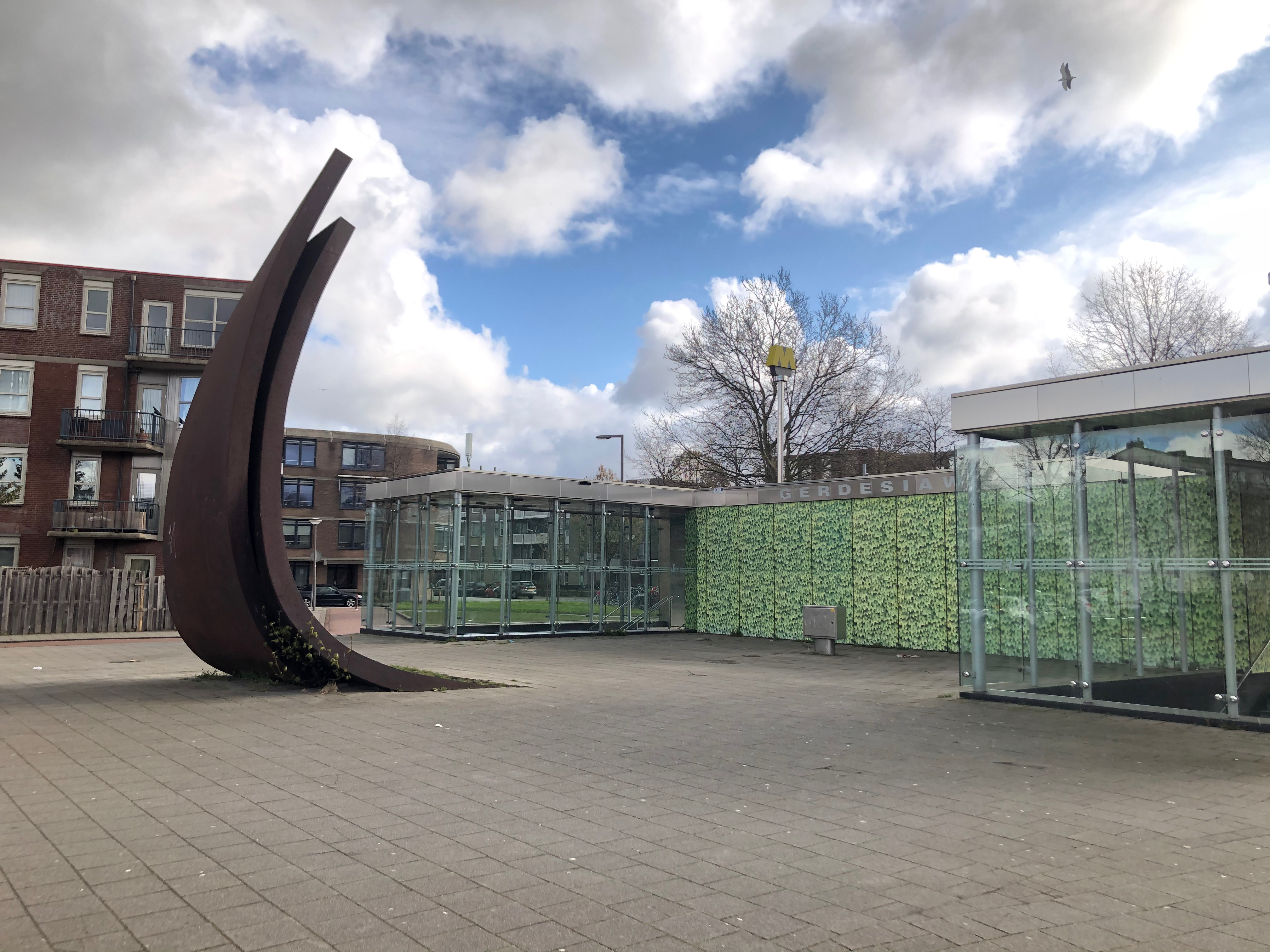
Gerard Walraeven.
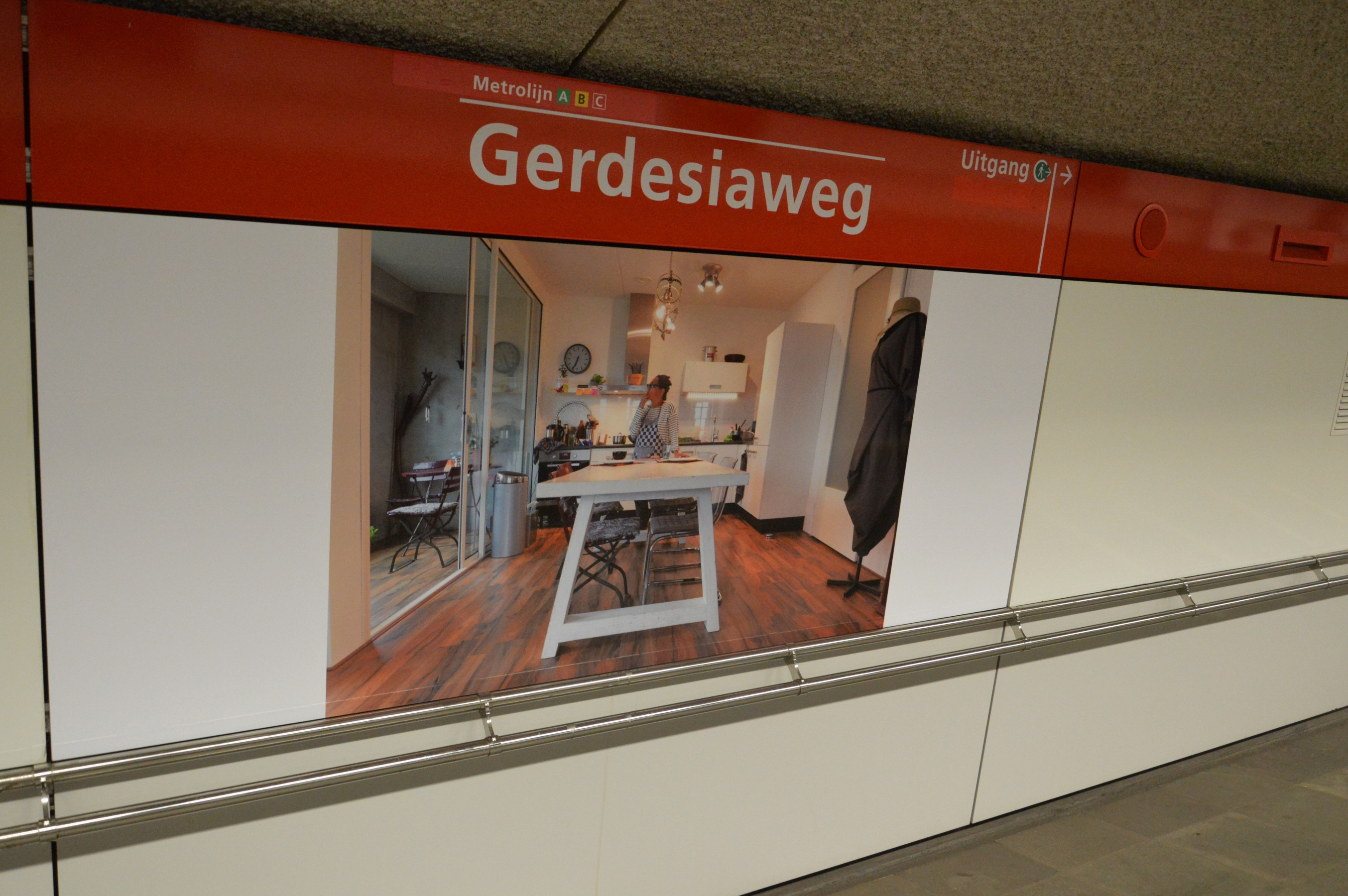
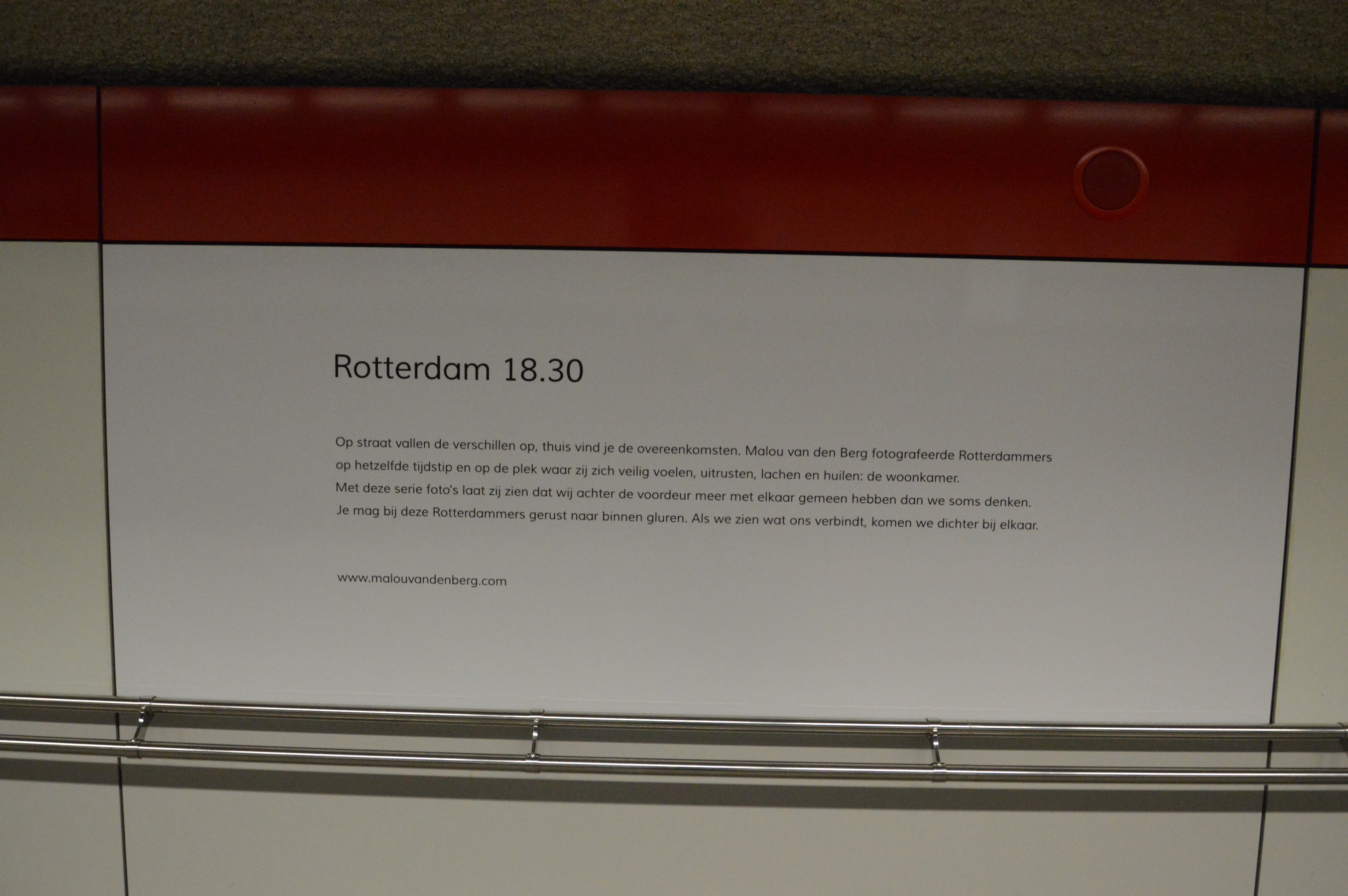